# باشگاه ورزشی گوزتپه
باشگاه ورزشی گوزتپه (ترکی استانبولی: Göztepe Spor Kulübü) یک باشگاه ورزشی است که در شهر ازمیر کشور ترکیه پایه‌گذاری شده‌است. این تیم در سوپرلیگ ترکیه بازی می‌کند که زیر نظر شرکت AŞ می‌باشد، این شرکت علاوه بر فوتبال، همچنین دارای بخشهایی در شمشیربازی، مسابقات سه‌گانه، هندبال، قایق‌رانی، شنا و موج سواری است.
بزرگ‌ترین موفقیت گوزتپه با قهرمانی در لیگ ترکیه در سال ۱۹۵۰ به دست آمد.
همچنین در سال ۱۹۶۹، گوزتپه اولین تیم فوتبال ترکیه شد که در مسابقات اروپایی اروپا به نیمه نهایی صعود کرد.
این باشگاه به دلیل نام خود در میان پارسی‌زبانان شناخته‌شده است.